# ينس لاسن رازموسن
ينس لاسن رازموسن (بالدنماركية: Jens Lassen Rasmussen)‏ ( 1199 - 1242 هـ / 1785 - 1826 م ) هو مستشرق دانيمركي. أخذ العربية عن دي ساسي بباريس. نقل قسما من «ألف ليلة وليلة». اهتم بعلاقة العرب مع الصقالبة.